# Rétxitsa (Primórie)
|  | Per a altres significats, vegeu «Rétxitsa». |

Rétxitsa (en rus: Речица) és un poble del krai de Primórie, a l'Extrem Orient de Rússia, que en el cens del 2010 tenia 337 habitants.